# Kikki
KIKKI（キッキ）は、日本のTwitch配信者であり、主にFPSゲームを中心に配信活動を行っている。特に『Apex Legends』の配信が多く、プレイヤースキルの高さとリスナーとの交流を重視した配信スタイルが特徴である。

## 略歴
2022年10月、ソロプレイで『Apex Legends』のマスターランクに到達し、その瞬間を収めた動画を公開した。この実績により、視聴者の間で注目を集めるようになった。
2022年より、人気FPSゲーム『Apex Legends』のランクマッチにて、複数シーズンで「マスター」ランクに到達している。該当シーズンは以下のとおりである。
シーズン12、
シーズン14、
シーズン16、
シーズン17、
シーズン19、
シーズン23、
シーズン24。

また、ゲーム配信以外にも、料理配信や『リングフィット アドベンチャー』を用いた配信など、多様なコンテンツを発信している。

## 活動
KIKKIは、視聴者参加型のイベントを開催し、リスナーとのコミュニティ形成に力を入れている。今後はオフラインイベントへの参加など、さらなる活動の幅を広げることを目指している。
また、2025年2月より、パチスロ専門メディア『マルっとWAVE』にて、パチスロ演者としての活動を開始した。